# Spelaeochernes eleonorae
Spelaeochernes eleonorae är en spindeldjursart som beskrevs av Volker Mahnert 200. Spelaeochernes eleonorae ingår i släktet Spelaeochernes och familjen blindklokrypare. Inga underarter finns listade i Catalogue of Life.